# Robert Bosch (azienda)
La Robert Bosch GmbH è un'azienda multinazionale tedesca, la maggiore produttrice mondiale di componenti per autovetture, che ha rapporti d'affari con pressoché la totalità delle aziende automobilistiche esistenti al mondo. Di proprietà per il 92% della Robert Bosch Stiftung, una società di beneficenza, la maggior parte degli utili vengono reinvestiti in ricerca e sviluppo o donati a cause umanitarie.
La società nel 2018 ha in Germania 85 sedi con 139.400 dipendenti; con le circa 460 società filiali in 60 paesi nel mondo conta 409.900 dipendenti. Nel 2018 fattura per 78,5 miliardi di Euro, cifra più alta mai raggiunta.
È membro dell'Istituto europeo per le norme di telecomunicazione (ETSI).

## Storia

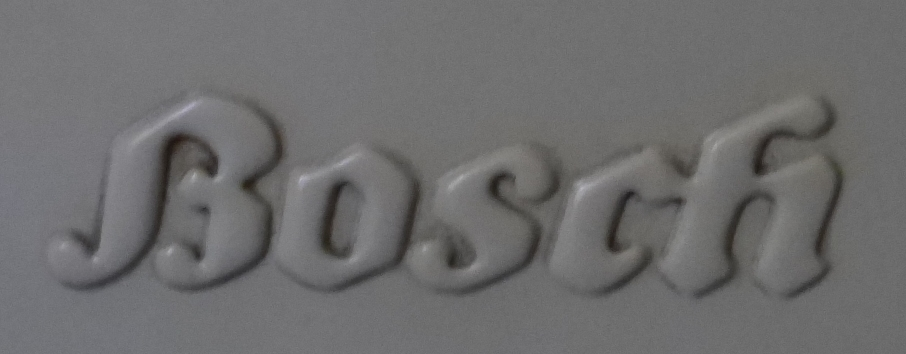
Un vecchio logo della Bosch

Fu fondata a Gerlingen, ma con sede legale a Stoccarda, nel 1886 da Robert Bosch, come laboratorio per la meccanica di precisione e di ingegneria elettrica.
Ad appena un anno dalla sua fondazione, la ditta si occupò del magnete per l'accensione a bassa tensione, tecnologia già nota e utilizzata da un'altra società, ma di più grosse dimensioni, la Siemens & Halske. Nel 1897 Bosch montò questo dispositivo a magnete su un triciclo a motore, e diede inizio all'era dell'accensione a magnete applicata all'industria automobilistica.
Questa invenzione consentì all'azienda di svilupparsi e ingrandirsi, e nel 1901, sempre a Stoccarda, creò il suo primo stabilimento industriale. Nel 1906, arrivò a produrre 100.000 magneti. Negli anni successivi si specializzò nella produzione di fari, e nel 1917 si trasformò in società per azioni, divenendo Bosch AG (che nel 1937 divenne poi Bosch GmbH).
Nel 1926 l'azienda avviò la produzione di tergicristalli e successivamente delle pompe ad iniezione Diesel.
Nel 1932 acquisì la Junkers & Co., produttrice di apparecchi termosanitari, sviluppò il primo modello di trapano, e avviò la produzione dei primi apparecchi autoradio Blaupunkt. Dieci anni dopo morì il fondatore Robert Bosch.
Alla fine della seconda guerra mondiale, avviò una partnership con la giapponese Denso, formalizzata nel 1953.
La società continuò ad espandersi e nel 1968 creò un nuovo centro di sviluppo a Schwieberdingen, mentre due anni dopo spostò la sede legale a Gerlingen, nei pressi di Stoccarda. Importanti sviluppi della società si sono verificati negli anni successivi, come la sonda lambda (1976), il Sistema antibloccaggio, più noto con l'acronimo ABS (1978), il Motronic (1979), il controllo della trazione (ASR, 1986), la lampada allo xeno per le auto (1991), il Controllo elettronico della stabilità (ESP) nel 1995, l'iniezione (2001), il Common rail (inventato da Fiat, progetto ceduto alla Bosch nel 1994), il freno elettroidraulico (2001), l'unità autoradio digitale e l'accumulatore agli ioni di litio (2003).
Nel 2003 Bosch rileva la società Buderus, produttrice di apparecchi per il riscaldamento e la climatizzazione, creando la BBT Bosch-Buderus-Thermotechnik GmbH.
Nel 2013 il gruppo è in terza posizione nelle 500 größten Familienunternehmen Deutschlands le prime 500 società tedesche come società di famiglia, secondo il Wirtschaftsblatt. Lo stesso anno viene venduta la parte pneumatica della Bosch Rexroth, che prende il nome di Aventics.
Anche nel 2018 Bosch in Germania con i suoi oltre 4.200 brevetti è al primo posto per numero di brevetti. Nell'ambito della intelligenza artificiale nel 2019 è tra le prime 20 per brevetti depositati.

## Dati e generalità del Gruppo Bosch

Struttura della Robert Bosch GmbH

Bosch è una delle più grandi aziende tedesche ed è presente in oltre 150 paesi nel mondo con centinaia di filiali e decine di stabilimenti produttivi. Oltre alla componentistica per auto, che rappresenta il 90% del fatturato, altre produzioni chiave dell'azienda sono le macchine utensili e industriali, settore quest'ultimo dov'è leader di mercato in molti paesi, poi ci sono gli elettrodomestici (terzo produttore europeo) e il riscaldamento coi marchi Junkers e Buderus (primo produttore europeo). Il Gruppo tedesco quindi comprende tre divisioni:
- Kraftfahrzeugtechnik ovvero Tecnica per autoveicoli, per la produzione di componentistica per autoveicoli;
- Industrietechnik ovvero Tecnologia industriale, produzione di dispositivi per l'industria e per l'energia con le società ZF Lenksysteme GmbH (joint-venture con ZF Friedrichshafen AG), Bosch Rexroth AG, Bosch Solar Energy AG;
- Gebrauchsgüter ovvero Beni di consumo e tecnologie costruttive, produzione di elettroutensili, apparecchi termotecnici, elettrodomestici e sistemi di sicurezza, rispettivamente con le società Bosch Thermotechnik GmbH, BSH Bosch und Siemens Hausgeräte GmbH (joint-venture con Siemens AG) e Bosch Sicherheitssysteme GmbH.
- Energie- und Gebäudetechnik ovvero Energia e costruzioni.[9]

## Bosch in Germania
- Robert Bosch Power Tools GmbH (100 %)
- Bosch Automotive Service Solutions GmbH (100 %)
- Robert Bosch Packaging Technology GmbH (100 %)
- Robert Bosch Car Multimedia GmbH (100 %) (dal 2008 società successiva alla Blaupunkt GmbH)
- Bosch Sensortec GmbH (100 %)
- Bosch Engineering GmbH (100 %)
- Robert Bosch Tool Corporation USA (100 %), mit der 100%igen Tochter Dremel Corporation
- Bosch Emission Systems GmbH & Co. KG (100 %)
- Robert Bosch Fahrzeugelektrik Eisenach GmbH (100 %)
- Bosch Rexroth AG (100 %)
- Bosch Hausgeräte GmbH (100 %)
- Bosch Sicherheitssysteme GmbH (100 %)
- Bosch Sicherheitssysteme Montage und Service GmbH (100 %)
- Bosch Thermotechnik GmbH (100 %) (vedi Junkers & Co., Buderus, Bosch Industriekessel e Bosch KWK Systeme)
- ETAS GmbH (100 %)
- Robert Bosch Automotive Steering GmbH (100 %)
- AIG Planungs- und Ingenieurgesellschaft mbH (100 %)
- Hawera Probst GmbH (100 %)
- Bosch Healthcare Solutions GmbH (100 %)
- Bosch Software Innovations GmbH (100 %)
- Bosch SoftTec GmbH (100 %)
- Bosch Solarthermie GmbH (100 %)
- Bosch Power Tec GmbH (100 %)
- Bosch Connected Devices and Solutions GmbH (100 %)
- Robert Bosch Battery Systems GmbH (100 %)
- Lithium Energy and Power GmbH (50 %); con GS Yuasa (25%) e Mitsubishi Corporation (25%)
- ITK Engineering (100 %)
- Robert Bosch Manufacturing Solutions GmbH (100 %)
- EM-motive GmbH (100 %)
- Coup GmbH (100 %)

## Bosch in Italia
In Italia, il Gruppo Bosch è presente con la filiale di Milano, la Robert Bosch S.p.A., 18 aziende controllate, 17 stabilimenti produttivi e 3 centri di ricerca e sviluppo e occupa circa 6000 addetti. La presenza della multinazionale tedesca in Italia risale al 1908 quando fu fondata la prima storica filiale, ma l'espansione vera e propria nel mercato italiano si verificò a partire dagli anni settanta quando furono creati i primi stabilimenti.
Nel 1972 inoltre, l'azienda tedesca acquisì anche il controllo della Philco Italia, ceduta poi qualche anno dopo.
Da molti anni Bosch è uno dei principali fornitori di componenti per il gruppo FCA.
Nel 2008 la Bosch acquista il marchio Freud (Frese Udinesi) dall'imprenditore Giampaolo Pozzo.

## Azionariato
- Robert Bosch Stiftung GmbH: 92%
- Famiglia Bosch: 7%
- Robert Bosch GmbH: 1%